# Playa de Soyaltepec
Playa de Soyaltepec är en ort i Mexiko.   Den ligger i kommunen San Lucas Ojitlán och delstaten Oaxaca, i den sydöstra delen av landet, 300 km sydost om huvudstaden Mexico City. Playa de Soyaltepec ligger 83 meter över havet och antalet invånare är 593.
Terrängen runt Playa de Soyaltepec är platt åt sydväst, men åt nordost är den kuperad. Runt Playa de Soyaltepec är det ganska glesbefolkat, med 39 invånare per kvadratkilometer. Närmaste större samhälle är Isla Soyaltepec, 12,3 km nordväst om Playa de Soyaltepec. Omgivningarna runt Playa de Soyaltepec är en mosaik av jordbruksmark och naturlig växtlighet.